# Dale Chihuly
Dale Chihuly, född 20 september 1941 i Tacoma, är en amerikansk glaskonstnär.
Dale Chihuly var en pionjär inom den amerikanska studioglasrörelsen och inspirerades under 1960-talet av Paolo Venini. Han var en av grundarna av Pilchuck Glass School utanför Seattle 1971.